# Korpikylä
Korpikylä är en ort i Haparanda kommun, Norrbottens län, belägen vid riksväg 99 på Torneälvens östra strand.
Vid folkräkningen den 31 december 1890 bodde 362 personer i byn. I maj 2017 fanns det enligt Ratsit 35 personer över 16 års ålder registrerade med Korpikylä som adress och 15 personer över 16 års ålder med Södra Korpikylä som adress.

## Historia
Enligt en bevarad skrift från år 1344 av ett brev från 1316 tillhörde Korpikylä socken troligen gamla Torneå. Torneå socken delades 20 oktober 1606 genom en kunglig resolution och Korpikylä tillhörde då Nedertorneå socken. Den 18 december 1782 bröts Karl Gustavs socken ur Nedertorneå, som Korpikylä var en del av. 1967 bildades Haparanda kommun då man slog samman Karl Gustavs socken och Nedertorneå socken.
Byn tros härröra från slutet av 1400-talet men det är först på 1500-talet man började nedteckna skatter. I kyrkoböckerna finns antecknat: 1539 - 6 gårdar, 1609 - 12 gårdar, 1640 - 16 gårdar, 1701 - 10 gårdar.
1997 firade Korpikylä 500-årsjubileum då ett flertal evenemang anordnades för att fira detta. I samband med firandet tog Korpikylä hembygdsförening fram boken Korpikylä 1498-1997.